# Allonothrus longinoi
Allonothrus longinoi är en kvalsterart som beskrevs av Szywilewska och Ziemowit Olszanowski 2006. Allonothrus longinoi ingår i släktet Allonothrus och familjen Trhypochthoniidae. Inga underarter finns listade i Catalogue of Life.